# IC 924
IC 924 ist eine Spiralgalaxie vom Hubble-Typ Sab im Sternbild Jungfrau nördlich der Ekliptik. Sie ist schätzungsweise 376 Millionen Lichtjahre von der Milchstraße entfernt und hat einen Durchmesser von etwa 65.000 Lichtjahren.
Im selben Himmelsareal befinden sich unter anderem die Galaxien IC 920 und IC 927.
Das Objekt wurde am 17. April 1889 von dem US-amerikanischen Astronomen Sherburne Wesley Burnham entdeckt.